# On Her Majesty's Secret Service (banda sonora)
On Her Majesty's Secret Service es la banda sonora de la película del mismo nombre, la banda sonora salió en versión LP en 1969, posteriormente en 1988 salió una edición en CD con los mismos tracks que la versión de "LP". En el 2003 salió la edición definitiva de la banda sonora con sonido remasterizado, once tracks adicionales y pasajes agregados a los tracks de las dos ediciones anteriores.

## Banda sonora
El tema principal de la película, instrumental, es On Her Majesty's Secret Service y fue compuesto e interpretado por John Barry, el compositor de toda la banda sonora. Es el principal tema de acción de la banda sonora y uno de los más populares entre los fanes de James Bond
El tema secundario es We Have All the Time in the World; está compuesto por Hal David y John Barry e interpretado por Louis Armstrong, siendo esta de las últimas canciones que interpretó antes de fallecer; el tema es utilizado para acompañar las secuencias románticas entre Bond y su novia Tracy.
El tercer tema de la película es Do You Know How Christmas Trees Are Grown?; está compuesto también por Hal David y John Barry e interpretado por la cantante "Nina" [Nina van Pallandt's], cantante y actriz dinamarquesa, esta canción es un villancico alegre que sirve como música diegetica. En su versión instrumental el tema es utilizado de manera diferente a su versión vocal siendo un tema tétrico que sirve para subrayar los momentos de debilidad emocional de Bond en Piz Gloria
Musicalmente, la película destaca como una de las cintas pioneras en la utilización de sintetizadores. John Barry optó por la utilización de dichos acompañamientos como un elemento para distinguir a Lazenby de Sean Connery; la otra partitura en la que el compositor opta por usar sintetizadores es la de The Living Daylights.
La banda sonora está interpretada por Instrumentos de viento-metal. Los sintetizadores Moog sirven musicalmente como un arreglo para sustituir a los riffs de guitarra eléctrica que Barry uso en las bandas sonoras anteriores y como un elemento importante en las escenas de tensión y en menor medida en las escenas de acción; siendo un ejemplo la utilización de estos como línea de bajo (Bass Line) en el tema principal.

### Listado de temas
Nota:Los temas del 12 al 21 solo aparecen la banda sonora del 2003
- 1 "We Have All the Time in the World" - Louis Armstrong
- 2 "This Never Happened to the Other Feller"
- 3 "Try"
- 4 "Ski Chase"
- 5 "Do You Know How Christmas Trees Are Grown?" - Nina van Pallandt's
- 6 "Main Theme"—On Her Majesty's Secret Service
- 7 "Journey to Blofeld's Hideaway"
- 8 "We Have All the Time in the World"
- 9 "Over and Out"
- 10 "Battle at Piz Gloria"
- 11 "We Have All the Time in the World" — tema de James Bond
- 12 "Journey to Draco's Hideaway"
- 13 "Bond and Draco"
- 14 "Gumbold's Safe"
- 15 "Bond Settles In"
- 16 "Bond Meets The Girls"
- 17 "Dusk at Piz Gloria"
- 18 "Sir Hillary's Night Out (Who Will Buy My Yesterdays?)"
- 19 "Blofeld's Plot"
- 20 "Escape From Piz Gloria"
- 21 "Bobsled Chase"

## Anotaciones

### Pasajes de la película que no se encuentran en la BSO
- "El vals del hielo", el cual aparece en las escenas de la villa suiza.

### Tracks del disco que no se encuentran en la película
- En Journey to Blofeld's Hideaway se encuentra un pasaje no utilizado el cual se basa en la versión instrumental de "We Have All the Time in the World".
- Dusk at Piz Gloria, un pasaje que corresponde a la huida furtiva de Bond de su habitación en Piz Gloria.
- Sir Hillary's Night Out (Who Will Buy My Yesterdays?), una versión alterna del tema "Bond Meets The Girls".
- Bobsled Chase, el tema aparece de manera muy esbozada en la película, mientras que en el disco aparece de manera completa.

## Curiosidades
- El tema principal originalmente debería ser vocal, pero John Barry pensó que sería difícil componer una canción que tuviera el nombre de On Her Majesty's Secret Service por lo que el director Peter Hunt le dio autorización de utilizar un tema instrumental.
- Leslie Bricusse escribió algunas Letras para el tema principal, sin embargo estas fueron descartadas.
- En el Álbum Shaken & Stirred hay una adaptación del tema principal y del tema We Have All The Time In The World, el primero siendo interpretado por Propellerheads y el segundo por Iggy Pop.
- El Teaser Trailer de la película de The Incredibles, presenta un homenaje al tema de On Her Majesty's Secret Service.
- El tema de We Have All the Time in the World apenas logró conseguir un lugar en las cartas de popularidad en el Reino Unido, la canción se haría famosa hasta su utilización en una campaña de publicidad de Guiness. Ahora el tema está considerado entre los fanes como uno de los mejores tema de John Barry y de James Bond.
- El tema de We Have All the Time in the World fue usado en otra película de James Bond, fue usado en Sin tiempo para morir